# Greg Austin
Greg Austin est un acteur britannique, né le 2 août 1992 en Angleterre.
Il est principalement connu pour ses rôles dans Mr Selfridge, Into the Surf, la série dérivée de Doctor Who : Class dans laquelle il interprète le rôle de Charlie, personnage principal de la série. En 2020 il joue dans la série Hunters d'Amazon Prime.

## Filmographie
Sauf indication contraire, les informations mentionnées dans cette section peuvent être confirmées par la base de données cinématographiques IMDb,  présente dans la section « Liens externes ».

### Courts-métrages
- 2015 : Into the Surf : Sebastian

### Télévision

#### Séries télévisées
- 2014 : Londres, police judiciaire : Rufus Barton
- 2014-2016 : Mr Selfridge : Gordon Selfridge
- 2016 : Class : Charlie Smith
- 2018 : Humans : Roland
- 2018 : Les Enquêtes de Morse : Rufus Barton
- 2020 : Hunters : Travis Leich